# 一氯化铝
一氯化铝是具有化学式AlCl的金属卤化物。分子形式的一氯化铝仅在高温和低压下是热力学稳定的。 这种化合物是在炼铝过程中从富铝合金中熔炼铝的一个步骤。当合金放入加热到1,300°C的反应器中并与氯化铝混合时会生成一氯化铝气体。 
2Al {合金} + AlCl 3 {气} 3AlCl {气}
然后在冷却至900℃时，它歧化为铝熔体和三氯化铝。
这种分子已经在星际介质中被检测到， 